# Expolitio
En retórica, la expolitio (palabra latina) es una de las figuras de amplificación; consiste en ampliar una idea desarrollando su exposición extensamente, por ejemplo presentando un mismo motivo con múltiples perspectivas. Esto se puede hacer a través de la repetición (que, si es a través del uso de sinónimos, se denomina interpretatio), de la argumentación minuciosa y de la enumeración detallada de los aspectos parciales en que se divide. También, como en la poesía hebrea, mediante el paralelismo semántico.
- Datos: Q8847086